# Корчмар, Жольт
Жольт Корчмар (венг. Korcsmár Zsolt; род. 9 января 1989, Комло, Баранья) — венгерский футболист, защитник, игрок сборной Венгрии.

## Клубная карьера

### «Уйпешт»
Воспитанник футбольного клуба «Уйпешт». Играл в молодёжном составе до 2005 года, затем перешёл в основную команду. Дебютировал в чемпионате Венгрии 22 апреля 2006 года против клуба «Гонвед». В следующем сезоне забил свой первый гол в матче против «Дьёр». В 2007 году Корчмар был на просмотре в английском клубе «Вест Хэм Юнайтед». Однако клубы не смогли договориться на счёт стоимости контракта, и трансфер сорвался. Всего в «Уйпеште» Корчмар сыграл 96 матчей и забил 12 голов.
Зимой 2010 года Корчмар начал искать варианты для продолжения карьеры. Был на просмотре в нескольких клубах, включая норвежский «Бранн». Во время просмотра в «Бранне» он забил гол в товарищеском матче против «Лас-Пальмас». 19 июля 2010 года «Уйпешт» и «Бранн» объявили, что Корчмар арендован в «Бранн» до конца сезона 2010 с возможностью последующего выкупа. Переход Корчмара профинансировала норвежская инвестиционная компания «Hardball».

### «Бранн»
В январе 2011 года «Бранн» выкупил контракт Корчмара, который до этого находился в клубе на аренде. Дебютировал в Типпелиге 8 августа 2010 года в матче против клуба «Старт». По итогам первого сезона в клубе Корчмар провёл на поле 811 минут. Покинул «Бранн» в 2013 году.

### «Гройтер Фюрт»
14 мая 2013 года Корчмар перешёл в немецкий клуб «Гройтер Фюрт». Дебютировал в Кубке Германии против клуба «Пфеддерсхайм», где забил свой первый гол. «Гройтер» выиграл этот матч со счём 2:0. Во Второй Бундеслиге дебютировал 30 августа против «Франкфурта», где отыграл полный матч.

### «Вашаш»
5 февраля 2016 года подписал контракт с венгерским клубом «Вашаш». Дебютировал в клубе 13 февраля в матче против «Дебрецена».

### «Мидтьюлланн»
18 мая 2020 года объявил о завершении карьеры из-за травмы колена, полученной в 2018 году.

## Международная карьера
Корчмар представлял сборные Венгрии разных возрастов, был капитаном молодёжной сборной Венгрии. В составе сборной до 20 лет выиграл бронзу в чемпионате мира среди молодёжных команд в 2009 году. Свой первый матч за национальную сборную сыграл в августе 2011 года против сборной Исландии на стадионе «Ференц Пушкаш». Матч закончился со счётом 4:0.

## Статистика
| Сезон            | Клуб             | Дивизион          | Лига | Лига | Кубок | Кубок | Всего | Всего |
| Сезон            | Клуб             | Дивизион          | Игры | Голы | Игры  | Голы  | Игры  | Голы  |
| ---------------- | ---------------- | ----------------- | ---- | ---- | ----- | ----- | ----- | ----- |
| 2010             | Бранн            | Типпелига         | 10   | 0    | 0     | 0     | 10    | 0     |
| 2011             | Бранн            | Типпелига         | 28   | 3    | 5     | 1     | 33    | 4     |
| 2012             | Бранн            | Типпелига         | 26   | 2    | 5     | 3     | 31    | 5     |
| 2013             | Бранн            | Типпелига         | 15   | 1    | 2     | 0     | 17    | 1     |
| 2013/14          | Гройтер          | Вторая Бундеслига | 10   | 0    | 2     | 1     | 12    | 1     |
| 2014/15          | Гройтер          | Вторая Бундеслига | 25   | 1    | 0     | 0     | 25    | 1     |
| 2015/16          | Вашаш            | OTP Bank Liga     | 14   | 1    | 0     | 0     | 14    | 1     |
| Всего за карьеру | Всего за карьеру | Всего за карьеру  | 128  | 8    | 14    | 5     | 142   | 13    |

## Достижения
Венгрия (до 20)
- Бронзовый призёр ЧМ среди молодёжных команд: 2009

«Мидтьюлланн»
- Чемпион Дании: 2017/18